# The Autopsy of Jane Doe
The Autopsy of Jane Doe (tạm dịch: Mổ xác Jane Doe) là một bộ phim kinh dị siêu nhiên năm 2016 của đạo diễn André Øvredal. Với sự tham gia của Emile Hirsch và Brian Cox trong vai hai cha con nhân viên pháp y, phim xoay quanh những sự kiện siêu nhiên kỳ lạ mà họ gặp phải trong khi khám nghiệm thi thể của một phụ nữ không rõ danh tính (do Olwen Kelly thủ vai). Đây là bộ phim nói tiếng Anh đầu tiên của Øvredal.
Bộ phim công chiếu lần đầu tại Liên hoan phim quốc tế Toronto vào ngày 9 tháng 9 năm 2016 và được IFC Midnight phát hành vào ngày 21 tháng 12 cùng năm, thu về 6 triệu USD tại phòng vé cũng như các đánh giá nhìn chung là tích cực từ giới phê bình.

## Nội dung
Thi thể của một phụ nữ trẻ không rõ danh tính được tìm thấy tại hiện trường một vụ giết người đẫm máu. Cảnh sát trưởng Sheldon Burke không tìm thấy dấu vết của một vụ đột nhập, còn trung úy Wade cho rằng các nạn nhân đang cố gắng trốn thoát.
Hai cha con nhân viên pháp y Tommy và Austin Tilden sống và làm việc trong nhà xác kiêm nhà hoả táng của họ. Khi Emma, bạn gái của Austin đến thăm, Tommy kể cho cô rằng ngày trước nhân viên pháp y thường buộc chuông vào các thi thể để đảm bảo rằng họ thực sự đã chết chứ không phải bị hôn mê. Burke đến và mang theo thi thể bí ẩn của Jane Doe, nói với Tommy rằng anh cần nguyên nhân cái chết vào sáng hôm sau. Austin tạm hoãn buổi hẹn hò với Emma để giúp cha anh, hứa sẽ gặp cô vào tối muộn hôm đó.
Tommy và Austin tiến hành khám nghiệm tử thi cho Jane Doe và lập tức trở nên bối rối. Thi thể không có bất cứ chấn thương nào có thể nhìn thấy từ bên ngoài, nhưng xương cổ tay và mắt cá chân của cô đã vỡ vụn. Lưỡi cô bị cắt một cách thô bạo, một chiếc răng hàm biến mất, phổi thâm đen như thể cô từng bị bỏng cấp độ ba, còn các cơ quan nội tạng có nhiều vết cắt và sẹo. Trong dạ dày của cô có cà độc dược lùn, một tác nhân gây tê liệt không có nguồn gốc ở địa phương. Phần lớn thi thể cho thấy cái chết vừa mới xảy ra, trong khi đôi mắt bị vẩn đục cho thấy cô đã chết được vài ngày.
Các sự kiện bất thường liên tiếp xảy ra. Chiếc đài phát thanh tự động chuyển kênh và phát bài hát "Open Up Your Heart (And Let the Sunshine In)". Austin nhìn thấy trong gương bóng người đang đứng giữa hành lang nhà xác và tìm thấy con mèo Stanley của cha con anh trong tình trạng bị thương rất nặng. Tommy đành bẻ cổ Stanley để con mèo không phải tiếp tục chịu nhiều đau đớn và miễn cưỡng đặt nó vào lò thiêu xác.
Tiếp tục khám nghiệm tử thi, Tommy tìm thấy trong bụng cô gái chiếc răng bị mất được bọc bằng một mảnh vải. Mảnh vải có các chữ số, chữ cái La Mã và một sơ đồ. Hai cha con cũng tìm thấy các biểu tượng tương tự ở phía bên trong lớp da của cô. Đột nhiên tất cả các bóng đèn trong phòng phát nổ. Trong cơn hoảng hốt, họ nhận ra những xác chết khác đặt trong tủ chứa đã biến mất. Hai cha con định rời khỏi căn nhà nhưng thang máy không hoạt động, còn cửa thoát hiểm không thể mở được do bị cây đổ đè lên. Một bóng người không xác định tấn công Tommy trong phòng tắm.
Hai cha con buộc phải quay trở lại phòng khám nghiệm và tiếp tục công việc. Austin dùng chiếc rìu khẩn cấp để phá cửa vì nó bỗng dưng tự khoá chặt, nhưng ngừng lại khi nhìn thấy qua khe cửa là một trong những cái xác đã biến mất. Không thể đến được lò hỏa táng, họ đốt xác Jane Doe ngay trong phòng khám nghiệm. Ngọn lửa lan nhanh khiến Tommy phải dùng bình chữa cháy, nhưng thi thể Jane Doe vẫn còn nguyên vẹn khiến hai cha con vô cùng sửng sốt. Họ cố gắng trốn thoát bằng thang máy khi nó hoạt động trở lại nhưng không tài nào đóng được cửa thang. Tommy chém rìu vào cái xác tiến lại thang máy, nhưng hoá ra đó là Emma, người quay lại căn nhà để gặp Austin như đã hẹn.
Tin rằng tử thi Jane Doe đang ngăn cản hai cha con tìm ra sự thật về cái chết của cô, họ quay trở lại phòng khám nghiệm. Xét nghiệm cho thấy các tế bào mô não của Jane Doe vẫn hoạt động, chứng tỏ rằng bằng một cách nào đó cô còn sống. Khi kiểm tra kỹ hơn tấm vải, hai cha con phát hiện ra rằng các ký hiệu kỳ lạ có liên quan đến Lê-vi Ký 20:27, vốn kết tội phù thủy, cũng như năm 1693, thời điểm diễn ra vụ xét xử phù thủy ở Salem. Hai cha con suy luận rằng trong quá trình trừng phạt, chính quyền Salem đã vô tình biến một người phụ nữ vô tội thành phù thủy, do đó bây giờ cô ta muốn trả thù. Tommy cầu xin tử thi Jane Doe tha cho Austin, đổi lại ông nguyện hiến tế sinh mạng mình. Lập tức Tommy phải trải qua hàng loạt đau đớn giống như Jane Doe, trong khi đó các vết thương của cô bắt đầu lành lại. Lý do những vết thương mà các cuộc tra tấn dã man để lại trên cơ thể Jane Doe chỉ có thể nhìn thấy từ bên trong là vì cơ thể cô tự làm lành từ bên ngoài vào trong, cho thấy rằng điều này đã xảy ra nhiều lần đủ để bên ngoài cô trông hoàn toàn nguyên vẹn nhưng bên trong vẫn còn rất nhiều vết thương chưa lành. Tommy cầu xin con trai mình ra tay kết liễu ông để khỏi phải tiếp tục chịu nhiều đau đớn, khiến Austin đành phải dùng dao đâm vào ngực cha mình. Tin rằng mình nghe thấy tiếng cảnh sát, Austin cố thoát khỏi căn nhà nhưng bàng hoàng nhận ra giọng nói đó chỉ là ảo giác. Xác Tommy bất ngờ hiện lên trước mắt khiến Austin ngã qua lan can và rơi xuống đất mà chết.
Sáng hôm sau, cảnh sát đến và tiếp tục rơi vào thế bế tắc trước một hiện trường vụ án không thể phá giải khác. Khi chiếc xe chở xác chết còn nguyên vẹn của Jane Doe đang trên đường đến trường Đại học Virginia Commonwealth, đài phát thanh bỗng phát bài hát "Open Up Your Heart (And Let the Sunshine In)". Một tiếng chuông bất chợt vang lên từ phía chân của tử thi.

## Diễn viên
- Emile Hirsch trong vai Austin Tilden
- Brian Cox trong vai Tommy Tilden
- Ophelia Lovibond trong vai Emma
- Michael McElhatton trong vai cảnh sát trưởng Sheldon Burke
- Olwen Kelly trong vai Jane Doe
- Jane Perry trong vai Trung úy Wade
- Parker Sawyers trong vai cảnh sát Cole
- Mary Duddy trong vai Irene Daniels
- Mark Phoenix trong vai Louis Tannis

## Sản xuất
Sau thành công của Trollhunter, Øvredal chia sẻ rằng ông muốn chứng tỏ mình không chỉ làm những bộ phim found footage. Ám ảnh kinh hoàng được cho là đã truyền cảm hứng cho Øvredal, ông nói: "Đó là một bộ phim kinh dị kinh điển ra đời vào thời điểm mà những tác phẩm cùng thể loại đã thử đủ những cái khác lạ và rồi đột nhiên bộ phim này lại quay về với những gì cơ bản". Sau khi xem bộ phim trên, Øvredal nói với công ty quản lý của mình rằng ông muốn "tìm một kịch bản thuần kinh dị", do đó ông nhận được kịch bản của Autopsy, vốn từng góp mặt trong Black List, một cuộc khảo sát hàng năm chọn ra những kịch bản được yêu thích nhất nhưng chưa có mặt trên màn ảnh rộng.
Ban đầu Martin Sheen được chọn vào vai Tommy nhưng ông đã rời khỏi dự án. Dù đoàn làm phim có sử dụng một số bộ phận cơ thể giả nhưng đa phần các cảnh quay tử thi Jane Doe vẫn do nữ diễn viên Olwen Kelly đảm nhận. Øvredal nhận thấy rằng cần phải có một nữ diễn viên thật vào vai này để giúp khán giả có thể kết nối với nhân vật như một con người thực sự, đồng thời ông cũng cho rằng việc quay cận cảnh với một cơ thể giả là điều không thể. Theo Øvredal, Kelly đã phải nằm bất động trong tình trạng khoả thân tám đến mười tiếng mỗi ngày, cứ như vậy nhiều tuần liên tục để hoá thân thành xác chết – vai diễn "cực hình nhất" của bộ phim. Dù Øvredal đã gặp mặt nhiều ứng cử viên khác nhưng ông đã ngay lập tức nhận ra rằng Kelly, người đầu tiên ông phỏng vấn cho vai diễn này, là diễn viên phù hợp nhất với vai Jane Doe. Một trong những lý do Kelly được chọn là bởi cô có kiến thức về yoga, giúp cô có thể kiểm soát tốt cơ thể và nhịp thở của mình.
Quá trình sản xuất bộ phim ở Anh bắt đầu vào ngày 30 tháng 3 năm 2015 tại London. Phim được quay tại trang trại Home Farm ở Selling, Kent, nơi dùng để thay thế cho ngoại thất và nhà bếp của gia đình Tilden.

## Phát hành
The Autopsy of Jane Doe có buổi công chiếu ra mắt tại Liên hoan phim quốc tế Toronto vào ngày 9 tháng 9 năm 2016 và được phát hành tại Mỹ vào ngày 21 tháng 12 cùng năm.

## Đón nhận

### Doanh thu phòng vé
Do được phát hành trước trên các nền tảng xem phim trả phí sau đó mới có mặt tại rạp chiếu nên The Autopsy of Jane Doe chỉ thu về 6 triệu USD so với ngân sách không được nhà sản xuất công khai nhưng được cho là một con số "rất thấp", vào khoảng 1–2 triệu USD.

### Đánh giá chuyên môn
Trên hệ thống tổng hợp kết quả đánh giá Rotten Tomatoes, tác phẩm có tỷ lệ đánh giá tích cực là 87% dựa trên nhận xét của 103 nhà phê bình, với điểm trung bình là 7,02/10. Phần đánh giá chung của phim trên trang web này có nội dung: "The Autopsy of Jane Doe vẽ ra một viễn cảnh khủng khiếp bằng chính tựa đề của mình để rồi mang đến một bộ phim giật gân đầy thông minh và toát ra sự rùng rợn, góp phần củng cố thêm cho danh tiếng đang lên của đạo diễn André Øvredal." Trên trang Metacritic, số điểm trung bình của phim là 65/100 dựa trên 20 nhận xét, cho thấy "các đánh giá nhìn chung là tích cực".
Dennis Harvey của Variety gọi bộ phim là một "tác phẩm kinh dị cực kì căng thẳng nhưng cũng ẩn chứa sự hài hước", dù vậy ông cho rằng cao trào của bộ phim là chưa đủ thoả mãn. Mặc dù dành lời khen cho màn thể hiện của các diễn viên, Stephen Dalton từ tờ The Hollywood Reporter gọi bộ phim là một "cái bắt tay không thỏa đáng" giữa dòng phim nghệ thuật và phim thương mại.
Joe Lipsett của Bloody Disgusting chấm bộ phim 5/5 sao và viết, "Øvredal đã khéo léo cân bằng lượng máu me cần thiết với số jump scare đáng có và linh cảm về sự chết chóc." Viết cho Dread Central, Ari Drew khen ngợi mặt diễn xuất nhưng phê bình ý tưởng và diễn biến ở gần cuối bộ phim.
Tiểu thuyết gia kinh dị nổi tiếng Stephen King chọn bộ phim là một trong những tác phẩm kinh dị yêu thích của ông trong năm, đồng thời cũng nhận xét rằng nó có thể cạnh tranh với "Alien và những tác phẩm thời kỳ đầu của Cronenberg".